# Olea de Boedo
Olea de Boedo település Spanyolországban, Palencia tartományban. Olea de Boedo Collazos de Boedo, Villameriel, Sotobañado y Priorato és Dehesa de Romanos községekkel határos. Lakosainak száma 39 fő (2024).

## Népesség
A település népessége az elmúlt években az alábbi módon változott:
| Lakosok száma | 45   | 42   | 40   | 39   | 37   | 37   | 38   | 40   | 37   | 39   |
|               | 2001 | 2004 | 2007 | 2009 | 2012 | 2014 | 2017 | 2019 | 2022 | 2024 |